# Ochrolechia
Ochrolechia es un género de líquenes perteneciente a la familia Ochrolechiaceae.

## Especies
- Ochrolechia africana, Vainio, 1926
- Ochrolechia androgyna, (Hoffm.) Arnold, 1885
- Ochrolechia antillarum, Brodo, 1991
- Ochrolechia arborea, (Kreyer) Almb., 1952
- Ochrolechia bryophaga, (Erichsen) K. Schmitz & Lumbsch, 1994
- Ochrolechia farinacea, G.E. Howard, 1970
- Ochrolechia frigida, (Sw.) Lynge, 1928
- Ochrolechia gowardii, Brodo, 1991
- Ochrolechia grimmiae, Lynge, 1928
- Ochrolechia groenlandica, Verseghy, 1962
- Ochrolechia gyalectina, (Nyl.) Zahlbr.
- Ochrolechia inaequatula, (Nyl.) Zahlbr., 1913
- Ochrolechia juvenalis, Brodo, 1991
- Ochrolechia laevigata, (Räsänen) Verseghy ex Brodo, 1962
- Ochrolechia mexicana, Vainio
- Ochrolechia montana, Brodo, 1991
- Ochrolechia oregonensis, H. Magn., 1939
- Ochrolechia parella (L.) A. Massal. 1852 - orchilla de tierra[5]
- Ochrolechia pseudopallescens, Brodo, 1991
- Ochrolechia rhodoleuca, (Th. Fr.) Brodo, 1988
- Ochrolechia splendens, Lumbsch & Messuti, 2003
- Ochrolechia subathallina, H. Magn., 1940
- Ochrolechia subisidiata, Brodo, 1991
- Ochrolechia subpallescens, Verseghy, 1962
- Ochrolechia subplicans, (Nyl.) Brodo
- Ochrolechia szatalaensis, Verseghy, 1958
- Ochrolechia tartarea, (L.) A. Massal., 1928
- Ochrolechia trochophora, (Vainio) Oshio, 1968
- Ochrolechia turneri, (Sm.) Hasselrot, 1945
- Ochrolechia upsaliensis, (L.) A. Massal.
- Ochrolechia xanthostoma, (Sommerf.) K. Schmitz & Lumbsch, 1994
- Ochrolechia yasudae, Vainio, 1918